# 成田頼直
成田 頼直(なりた よりなお、宝暦10年（1760年） - 天保4年4月27日（1833年6月14日））は、江戸時代後期の二本松藩藩士。一字名は直、字は伯温、通称は弥義右衛門・又八郎。号は確斎・鶴斎・遊芸堂。隠居後は島友鷗の筆名も用いた。成田頼緩の子。子に成田頼裕。

## 経歴
天明8年（1788年）に渋川組代官に任ぜられ、寛政6年（1794年）には郡奉行となる。以降、郡代や城代を務めて300石に加増され、文政5年（1822年）に致仕。後を継いだ頼裕に先立たれる不幸もあったものの、晩年まで執筆活動に努めた。法号は智源院江外友鷗居士。
古典に通じ、文筆を好み、二本松藩の正史・家臣団の系譜である『世臣伝』を担当し、その後も『松藩輿志』・『松藩徴古』・『松藩捜古』などの歴史考証の著作を著し、また代官・郡奉行としての経験から二本松藩の判例集『刑例撮要』を著している。また、二本松領にあった城館に考察した『積達館基考』や『吾妻鏡』を考証した『東鑑要目類聚考』、随筆『遊芸堂筆記』を著している。
また、近隣の会津藩・白河藩を中心に各地の学者や文人とも交流を持ち、安部井褧・佐藤一斎・頼山陽・広瀬蒙斎などの親交が知られた他、白河藩主であった松平定信とも交流を持った。